# Axel Oestreich
Axel Oestreich (* 1954 in München) ist ein deutscher Architekt und Hochschullehrer.

## Leben
Nach seinem Abitur in Kassel studierte er ab 1973 Architektur an der TU Berlin. Zwischen 1976 und 1981 unterstützte er Henry Moore, Bernhard Heiliger, Gerson Fehrenbach und E. F. Reuter bei der Ausführung bildhauerischer Arbeiten. Nach seinem Studienabschluss 1979 eröffnete er in Berlin sein eigenes Architekturbüro, das er seit 1992 gemeinsam mit Ingrid Hentschel führt.
1992 erhielt Oestreich einen Ruf auf den Lehrstuhl für Entwerfen, Verkehrsbauten und Arbeitsstätten an der BTU Cottbus.

## Werke (Auswahl)

### Neubauten

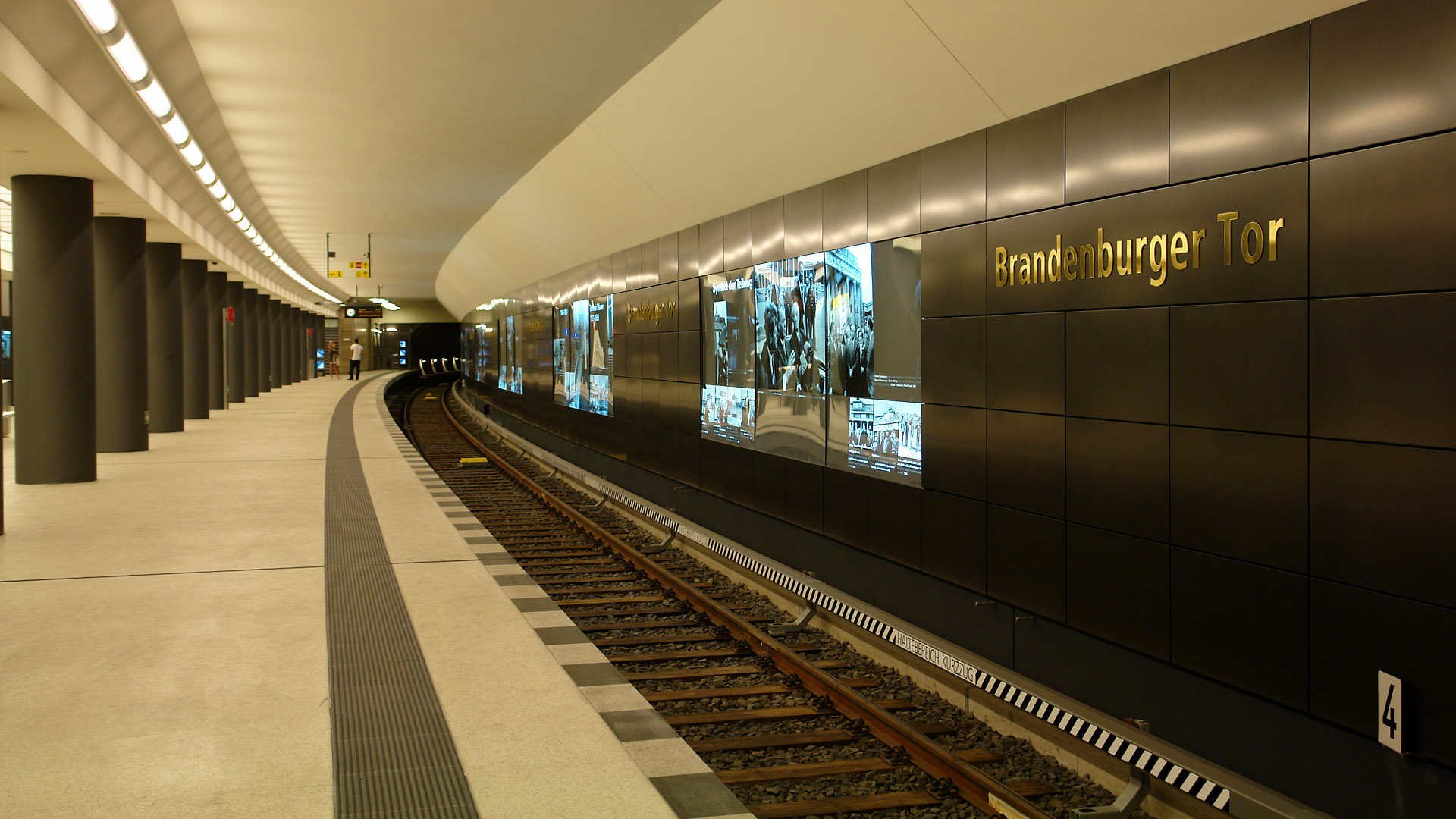
U-Bahnhof Brandenburger Tor
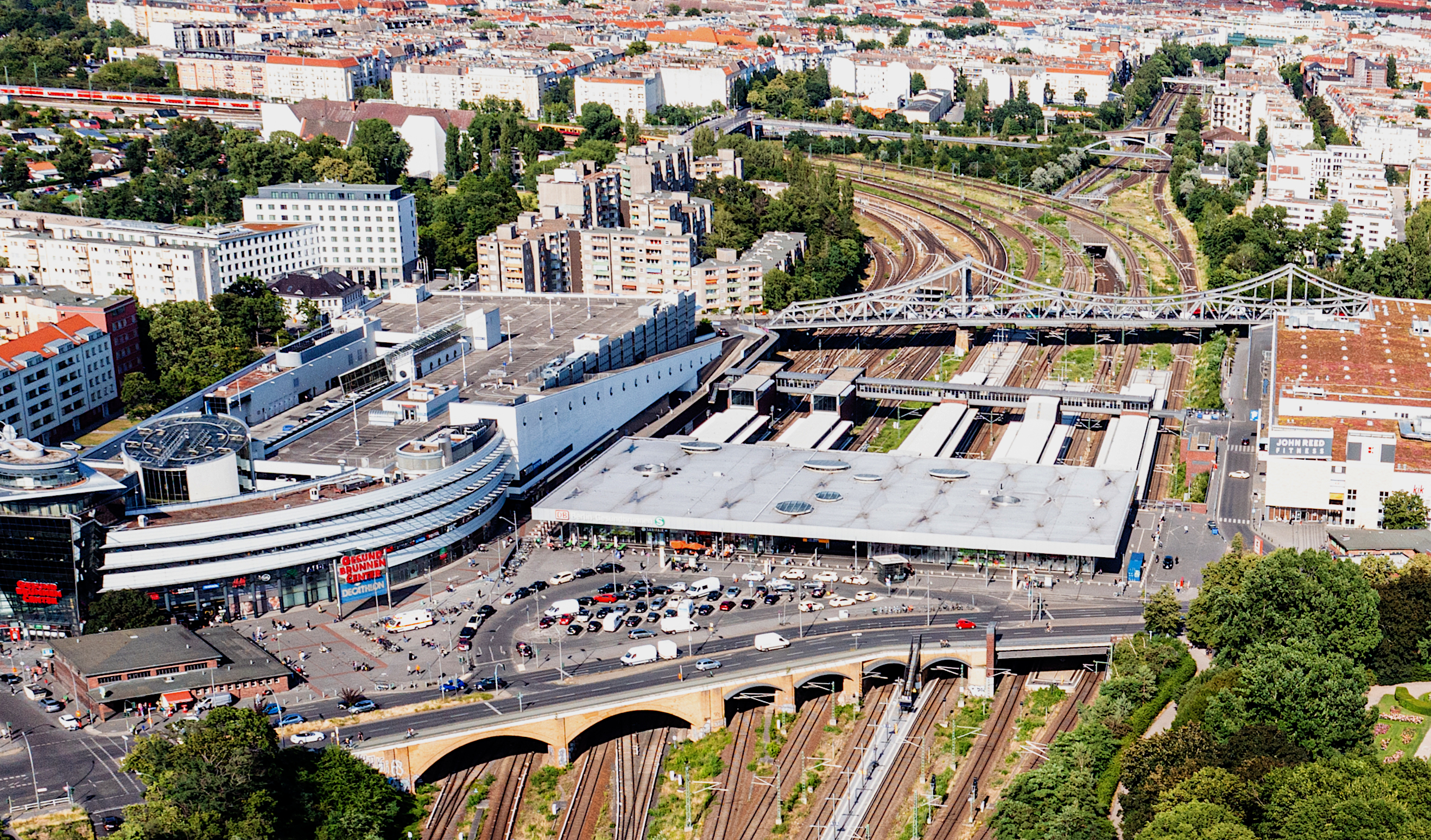
Bahnhof Berlin Gesundbrunnen (davor die Badstraßenbrücke, dahinter die Swinemünder Brücke und Schwedter Steg)
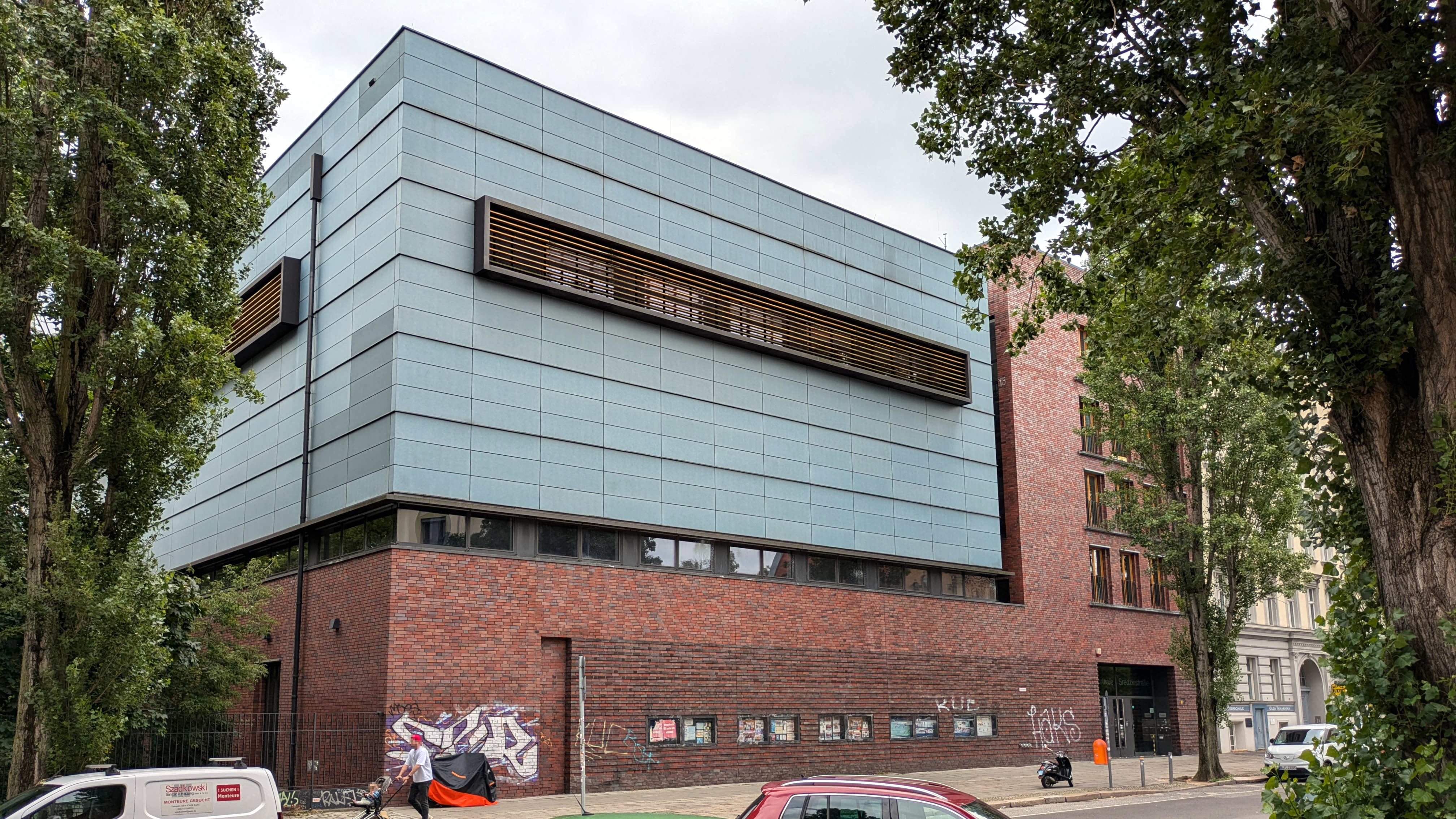
Doppelsporthalle Sredzkistraße

- Wohnanlage Romy-Schneider-Straße 1–7 am Spandauer See in der Wasserstadt Oberhavel (1999)
- Doppelsporthalle Sredzkistraße in Berlin-Prenzlauer Berg (2003)
- U-Bahnhof Brandenburger Tor (2009)
- Sportanlage Matthäifriedhofsweg in Berlin-Schöneberg (2011)
- Sporthalle Smetanastraße in Berlin-Weißensee (2011)
- Bahnhof Berlin Gesundbrunnen (2015)
- U-Bahnhof Unter den Linden (2020)
- Schulgebäude mit Turnhalle am Wilhelm-Gymnasium in Hamburg (2022)

### Brücken

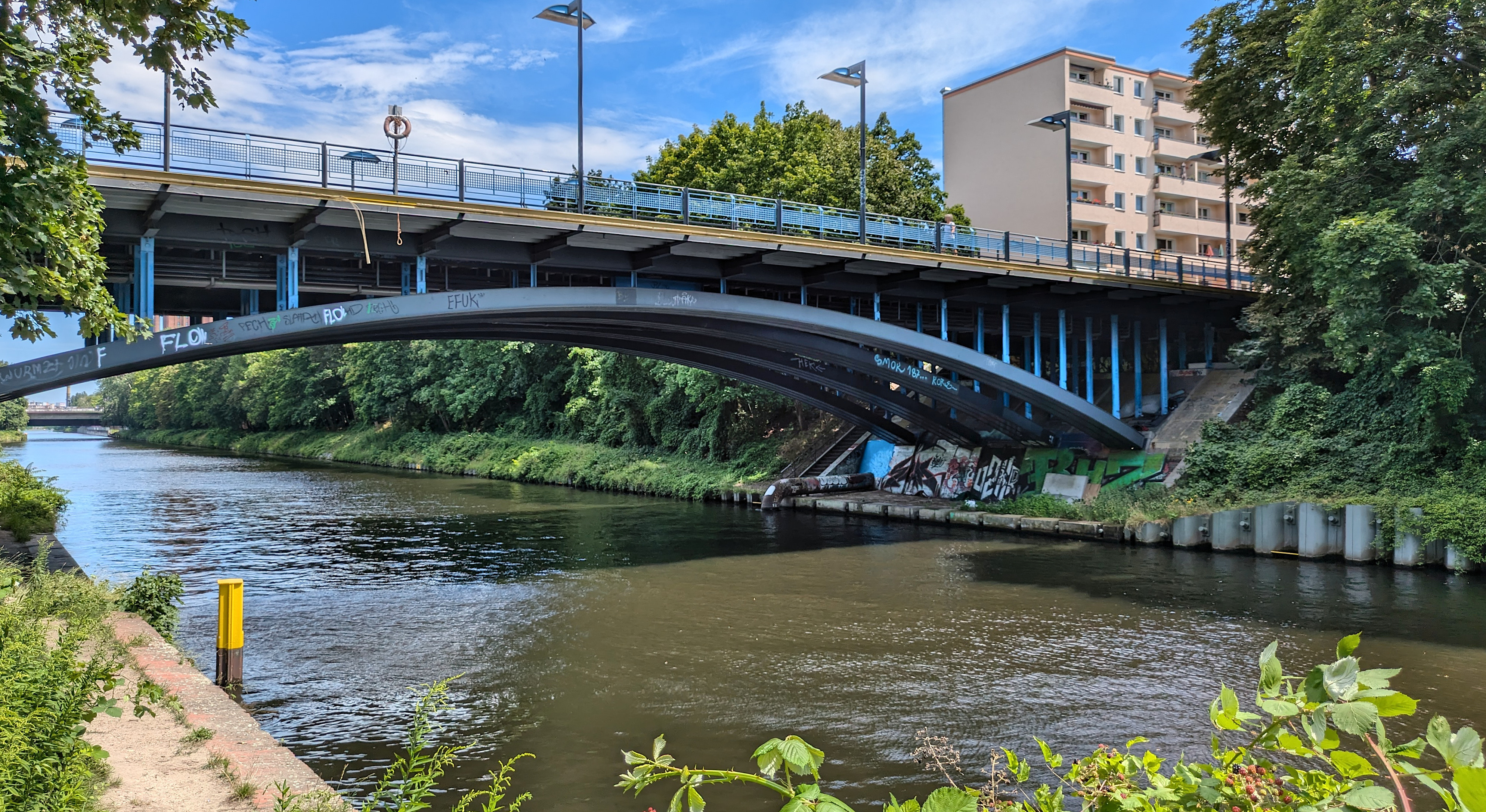
Germelmannbrücke
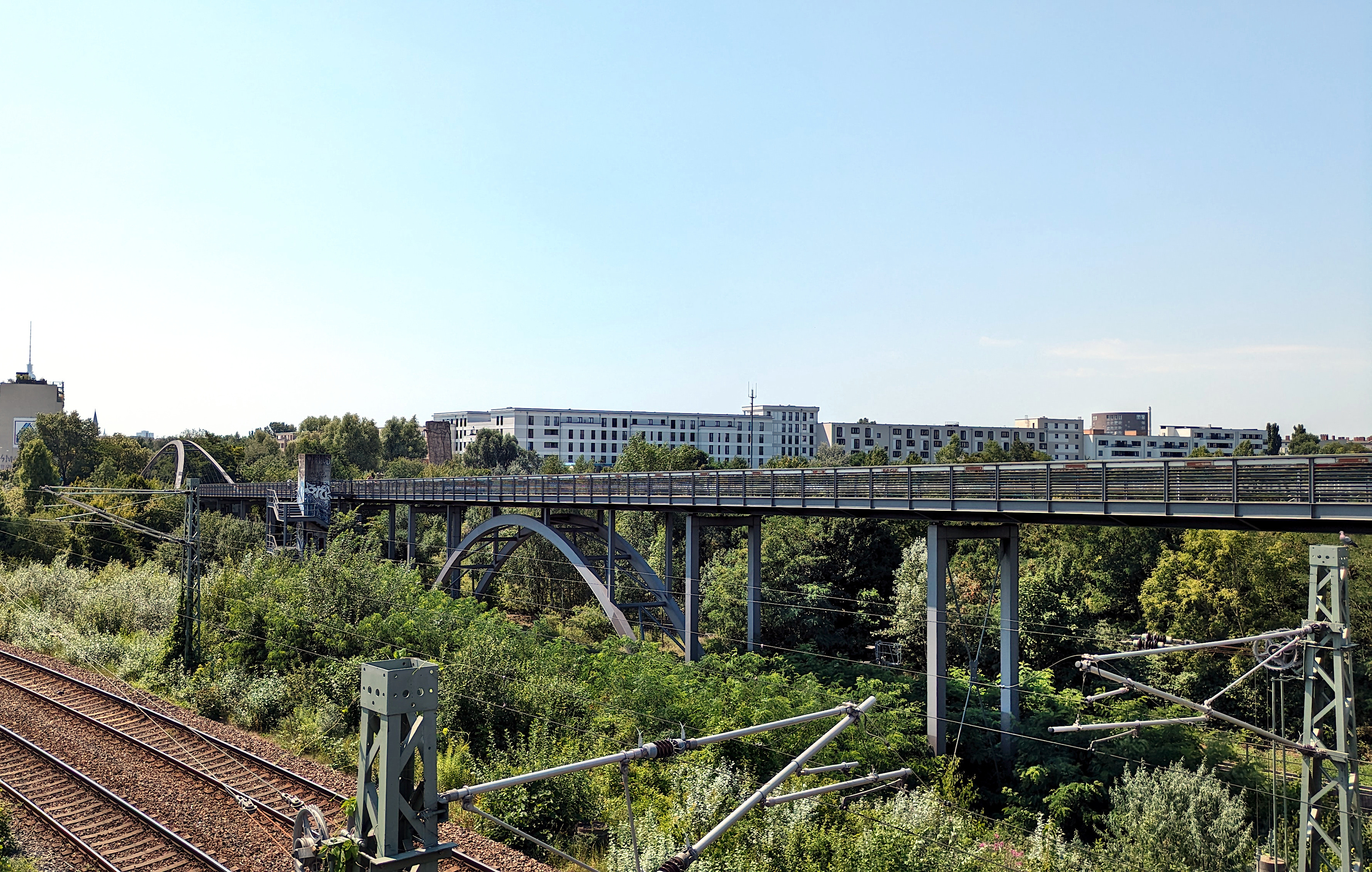
Schwedter Steg
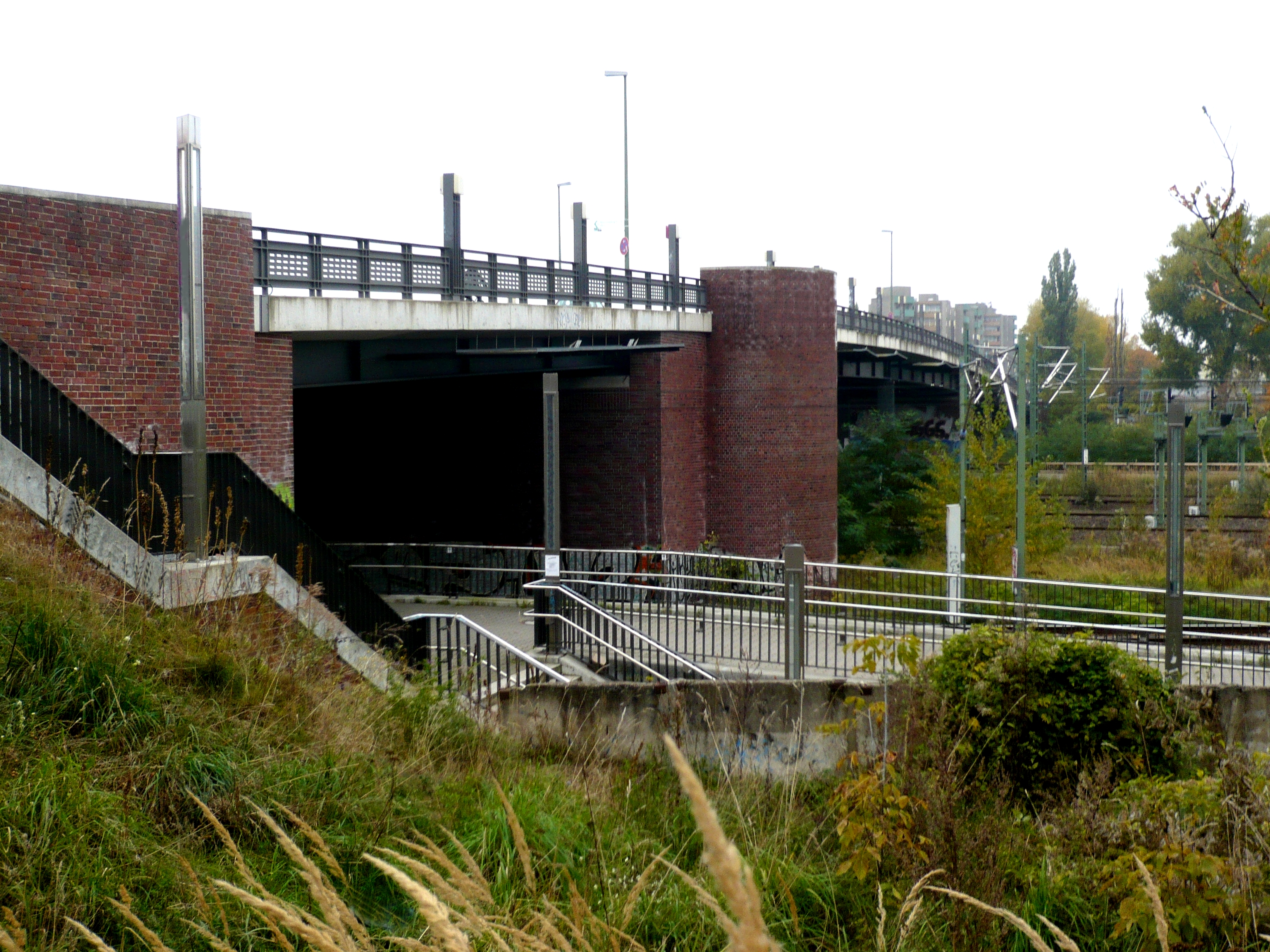
Behmstraßenbrücke

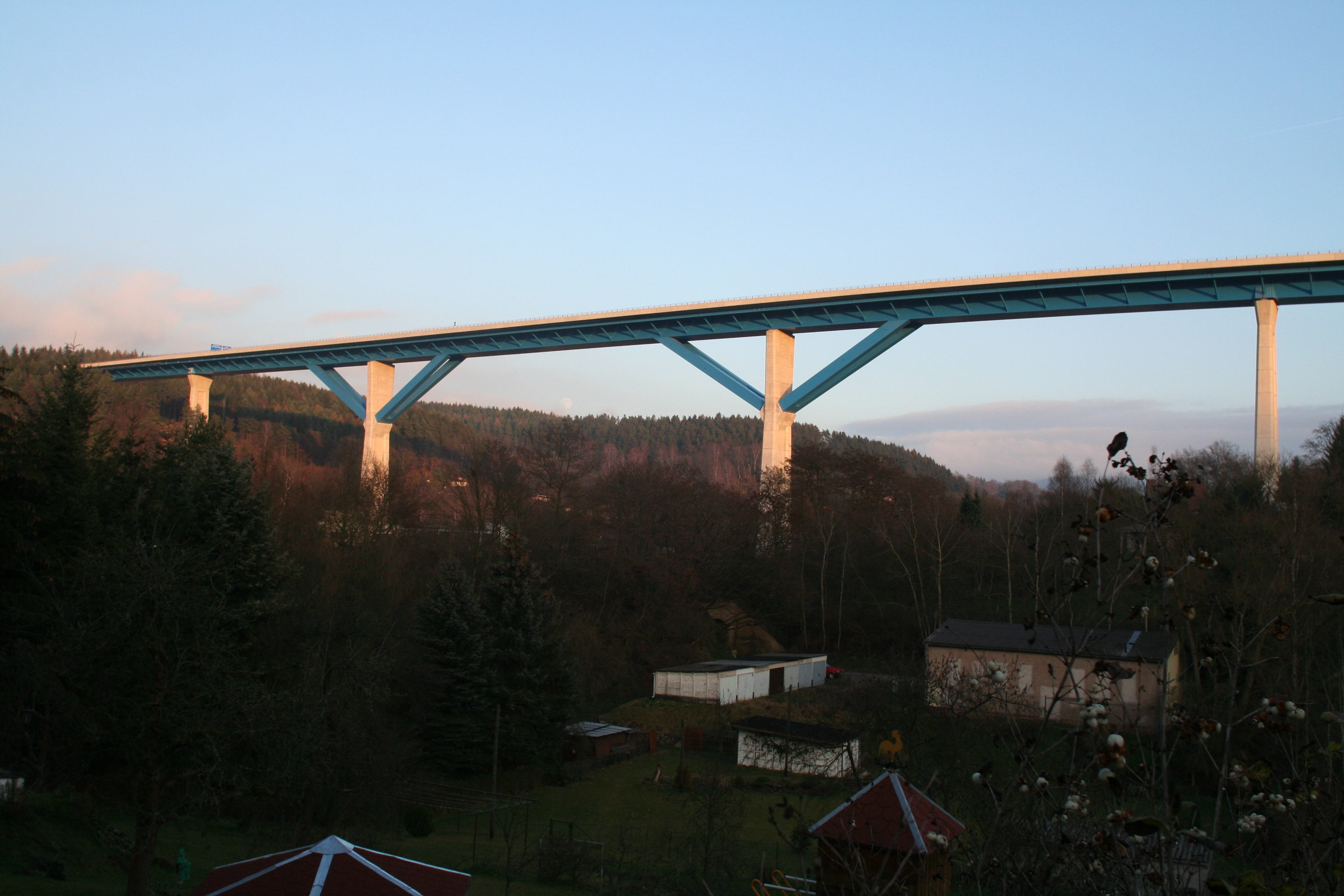
Talbrücke Haseltal
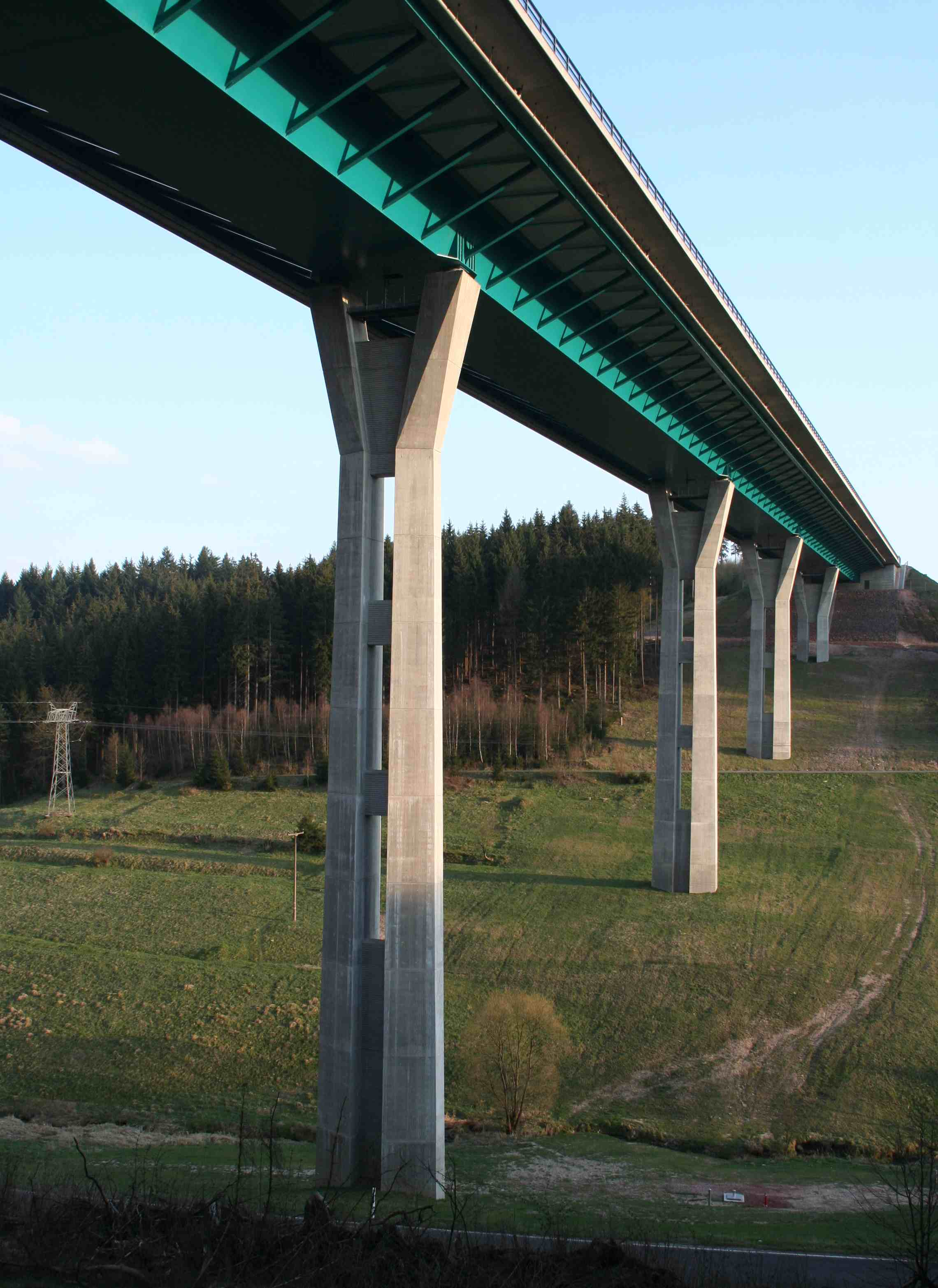
Talbrücke Dambachtal
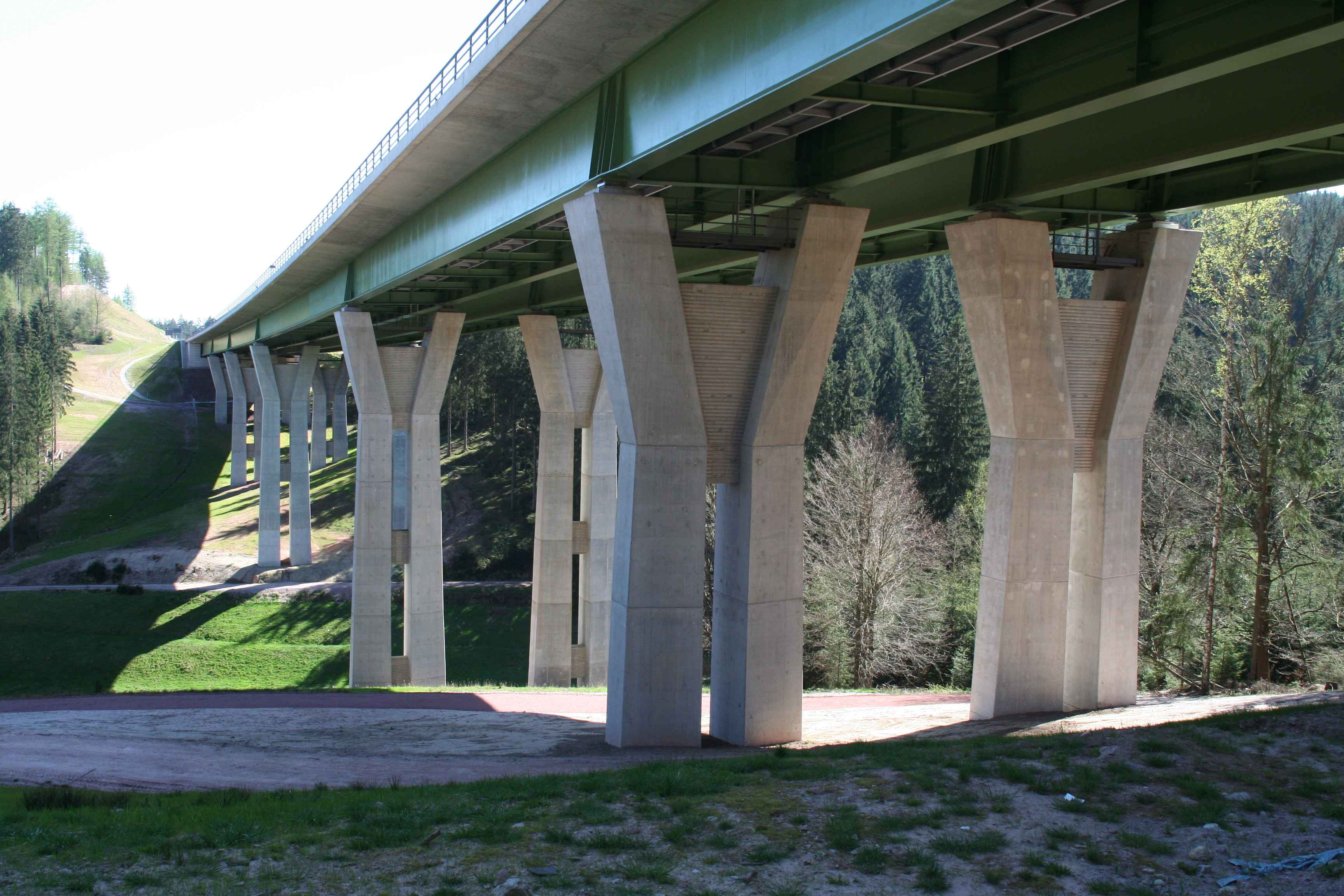
Talbrücke Silbachtal

- Germelmannbrücke in Berlin-Tempelhof (1991)
- Schwedter Steg in Berlin-Prenzlauer Berg (1999)
- Perleberger Brücke in Berlin-Moabit (2002)
- Behmstraßenbrücke in Berlin-Prenzlauer Berg (2002)
- Badstraßenbrücke in Berlin-Gesundbrunnen (2005)
- Talbrücken und Querungsbauwerke im Zuge des Neubaus der BAB A73 im Abschnitt Thüringer Wald, Abschnitt Suhl – Lichtenfels, darunter:

- Talbrücke Wiesental (2004)
- Talbrücke Langer Grund (2004)
- Talbrücke Dambachtal (2005)
- Talbrücke Leuketal (2005)
- Talbrücke Silbachtal (2005)
- Talbrücke Haseltal (2006)
- Talbrücke Wallersbach (2006)
- Talbrücke St. Kilian (2006)

- Spandauer-Damm-Brücke in Berlin-Charlottenburg (2011)
- Laerer-Landweg-Brücke in Münster (2019)

## Preise und Auszeichnungen
- 1981 – Schinkelpreis